# 케이엠컬쳐
케이엠컬쳐(주)(KM Culture)는 대한민국의 연예기획사이다.
2004년 ㈜에스비에스콘텐츠허브의 계열사로 편입되었다.

## 주요 소속 배우
- 경준
- 김지석
- 서미영
- 유미
- 이은지
- 임하룡
- 정석용
- 조민수
- 주진모
- 한석규
- 강소라